# برونو برویره
برونو برویره (انگلیسی: Bruno Bruyere؛ زادهٔ ۳۱ دسامبر ۱۹۶۵) دوچرخه‌سوار اهل بلژیک است.